# Supertransformer

Supertransformer er det tredje fuldlængde studiealbum fra det danske rockband Sonja Hald. Albummet blev udgivet den 7. februar 2020 på Skide Farligt Records, ligesom forgængeren Klæk! (2017). Albummets titel er opkaldt efter sangen af samme navn.
Sangeren Lars Lilholt medvirker på sangen "Kald Det Lige Hvad Du Vil".

## Spor
| #   | Titel                                           | Længde |
| --- | ----------------------------------------------- | ------ |
| 1.  | "Fødselsdag "                                   | 2:51   |
| 2.  | "Supertransformer"                              | 3:10   |
| 3.  | "Vejen Til Elendia"                             | 3:04   |
| 4.  | "Den Høje Mand"                                 | 4:07   |
| 5.  | "Hvileløse Hjerte"                              | 3:48   |
| 6.  | "Itu"                                           | 4:39   |
| 7.  | "Sten Saks von Trier "                          | 2:46   |
| 8.  | "Kald Det Lige Hvad Du Vil (feat.Lars Lilholt)" | 3:34   |
| 9.  | "I En Kælder Sort Som Kul"                      | 3:32   |
| 10. | "Længe Leve Konformiteten"                      | 3:13   |
| 11. | "Blind Passager"                                | 2:50   |
| 12. | "Kærlighed Er Stor"                             | 2:45   |